# Igrzyska azjatyckie

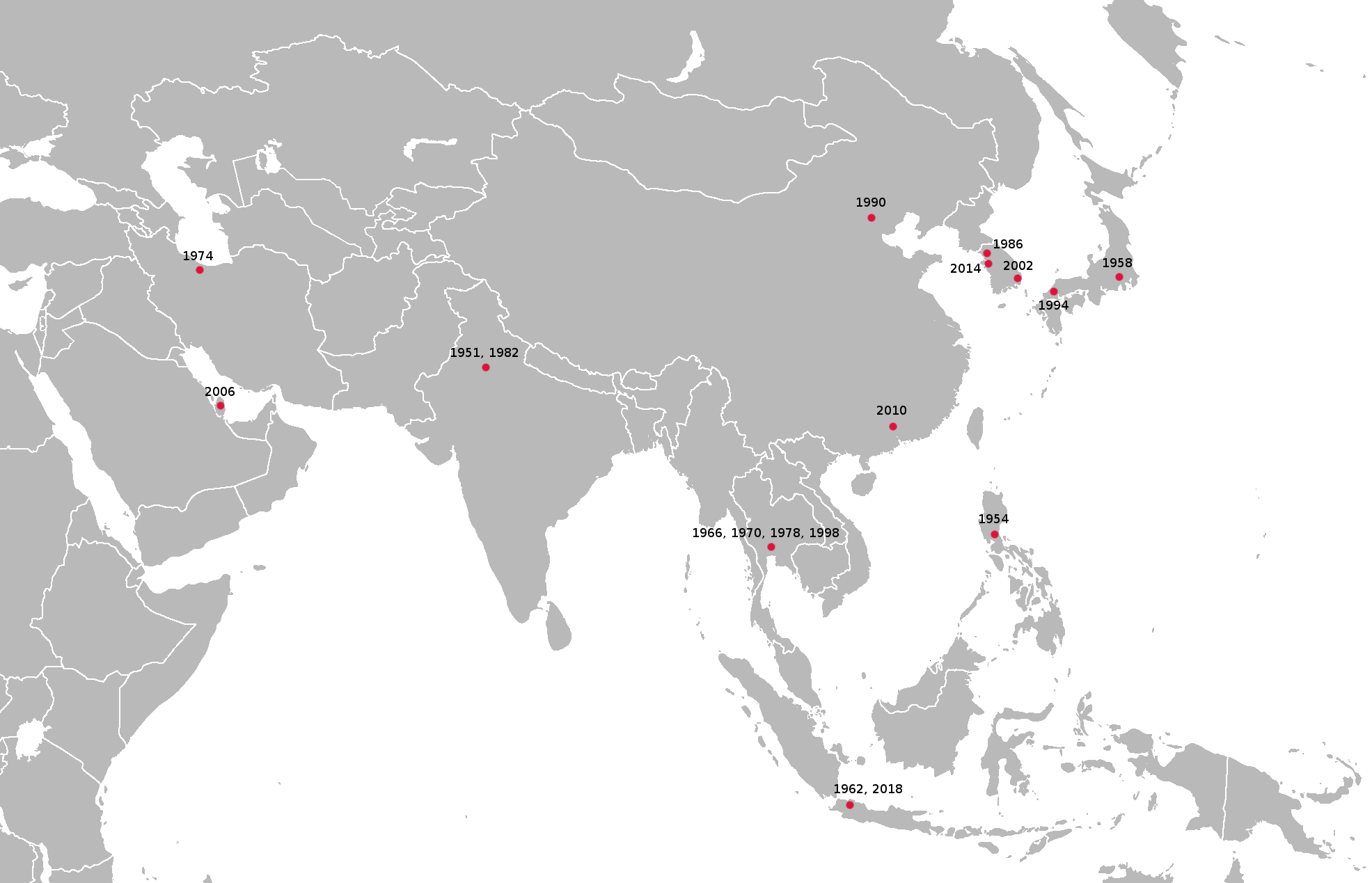
Państwa, które organizowały igrzyska azjatyckie

Igrzyska azjatyckie – międzynarodowa impreza sportowa organizowana w różnych krajach Azji co 4 lata, podobnie jak igrzyska olimpijskie. Igrzyska te są organizowane przez Azjatycką Radę Olimpijską (OCA), pod nadzorem Międzynarodowego Komitetu Olimpijskiego (MKOl). W każdej konkurencji rozdawane są od 1951 roku medale – złoty za pierwsze miejsce, srebrny za drugie, a brązowy za trzecie miejsce.
Zawodników reprezentacji danego kraju zgłasza Międzynarodowy Komitet Olimpijski. Z reguły w igrzyskach biorą udział tylko kraje uznawane przez inne państwa. Wyjątkiem jest m.in. Republika Chińska, występująca pod nazwą Chińskie Tajpej.
Chronologicznie ostatnie, XIX Igrzyska Azjatyckie zostały zorganizowane w 2022 roku w Hangzhou (Chiny).

## Historia imprezy

### Igrzyska Dalekiego Wschodu
Igrzyska azjatyckie wywodzą się z mniejszej imprezy sportowej, igrzysk Dalekiego Wschodu. Były one organizowane w celu ukazania jedności i współpracy między Japonią, Filipinami i Chinami. Pierwsza tego typu impreza odbyła się w Manili w 1913 roku. Inne państwa azjatyckie dołączyły do imprezy w kolejnych latach. Igrzyska Dalekiego Wschodu przestały być organizowane po wybuchu II wojny chińsko-japońskiej, który miał miejsce w 1937 roku.

### Początki igrzysk azjatyckich
Po II wojnie światowej wiele nowo powstałych państw Azji chciało zorganizować imprezę, na której podkreślano by nie przemoc, lecz wzajemne zrozumienie. W sierpniu 1948 roku, podczas XIV Igrzysk Olimpijskich w Londynie, reprezentant Indyjskiego Komitetu Olimpijskiego Guru Dutt Sondhi zaproponował sportowym przywódcom azjatyckich komitetów stworzenie imprezy podobnej do igrzysk olimpijskich. Zgodzili się oni na stworzenie Azjatyckiej Federacji Lekkoatletycznej. W lutym 1949 roku oficjalnie powstała Federacja Igrzysk Azjatyckich. Zadecydowano, że I Igrzyska Azjatyckie odbędą się w 1951 roku w stolicy Indii, Nowym Delhi. Postanowiono, że impreza ta będzie organizowana regularnie co 4 lata.

### Reorganizacja Federacji
W 1962 roku w Federacji nie osiągnięto zgody co do uczestnictwa w zawodach Chin i Izraela. Organizator kolejnych igrzysk, Indonezja, była przeciwna uczestnictwu sportowców tych krajów w imprezie. W 1970 roku Korea Południowa zrezygnowała z organizacji igrzysk, obawiając się ataku Korei Północnej. Przekazała tę funkcję poprzedniemu organizatorowi, stolicy Tajlandii, Bangkokowi. W 1977 roku Pakistan zrezygnował z organizacji igrzysk z powodu konfliktu z Indiami i Bangladeszem. Ponownie igrzyska zostały zorganizowane w Bangkoku.
Po tych wydarzeniach Azjatyckie Komitety Olimpijskie zadecydowały, że należy zmienić charakter Federacji Igrzysk Azjatyckich. Utworzono nową organizację – Azjatycką Radę Olimpijską (OCA). Indie zgłosiły się do organizacji kolejnych igrzysk azjatyckich. Azjatycka Rada Olimpijska zaczęła oficjalnie nadzorować imprezę od X Igrzysk Azjatyckich w Seulu.
MKOl zadecydował, że podczas kolejnej imprezy Tajwan będzie występował jako oddzielne państwo, jednak pod nazwą Chińskie Tajpej. Ostatecznie członkiem OCA przestał być Izrael, który zaczął uczestniczyć w imprezach europejskich.

### Azja Środkowa
W 1994 roku, po rozpadzie Związku Radzieckiego, OCA zadecydowało o przyjęciu dawnych republik radzieckich: Kazachstanu, Uzbekistanu, Turkmenistanu oraz Tadżykistanu.

## Lista Igrzysk Azjatyckich
| Rok  | Igrzyska | Miasto             | Kraj             |
| ---- | -------- | ------------------ | ---------------- |
| 1951 | I        | Nowe Delhi         | Indie            |
| 1954 | II       | Manila             | Filipiny         |
| 1958 | III      | Tokio              | Japonia          |
| 1962 | IV       | Dżakarta           | Indonezja        |
| 1966 | V        | Bangkok            | Tajlandia        |
| 1970 | VI 1     | Bangkok            | Tajlandia        |
| 1974 | VII      | Teheran            | Iran             |
| 1978 | VIII 2   | Bangkok            | Tajlandia        |
| 1982 | IX       | Nowe Delhi         | Indie            |
| 1986 | X        | Seul               | Korea Południowa |
| 1990 | XI       | Pekin              | Chiny            |
| 1994 | XII      | Hiroszima          | Japonia          |
| 1998 | XIII     | Bangkok            | Tajlandia        |
| 2002 | XIV      | Pusan              | Korea Południowa |
| 2006 | XV       | Doha               | Katar            |
| 2010 | XVI      | Kanton             | Chiny            |
| 2014 | XVII     | Inczon             | Korea Południowa |
| 2018 | XVIII3   | Dżakarta-Palembang | Indonezja        |
| 2022 | XIX      | Hangzhou           | Chiny            |
| 2026 | XX       | Nagoja             | Japonia          |
| 2030 | XXI      | Doha               | Katar            |
| 2034 | XXII     | Rijad              | Arabia Saudyjska |

1 Pierwotnie miały być organizowane przez Koreę Południową

2 Pierwotnie miały być organizowane przez Pakistan
3 Pierwotnie miały być organizowane przez Wietnam

## Dyscypliny
- Judo * 1986 • 1990 • 1994 • 1998 • 2002 • 2006 • 2010 • 2014
- Zapasy * 1954 • 1958 • 1962 • 1966 • 1970 • 1974 • 1978 • 1982 • 1986 • 1990 • 1994 • 1998 • 2002 • 2006 • 2010 • 2014